# Xã Bowcreek, Quận Sheridan, Kansas
Xã Bowcreek (tiếng Anh: Bowcreek Township) là một xã thuộc quận Sheridan, tiểu bang Kansas, Hoa Kỳ. Năm 2010, dân số của xã này là 40 người.